# Yajiang, Xiushan
Yajiang (kinesiska: 雅江) är en köping i sydvästra Kina. Den ligger i häradet Xiushan i storstadsområdet Chongqing, omkring 280 kilometer sydost om det centrala stadsdistriktet Yuzhong. Antalet invånare är 11 936. Befolkningen består av 5 668 kvinnor och 6 268 män. Barn under 15 år utgör 23,0 %, vuxna 15-64 år 64 %, och äldre över 65 år 12,0 %.